# 蒙绍
蒙绍（德語：Monschau，發音：[ˈmɔnʃaʊ] ⓘ，發音：[mɔ̃ʒwa]）是德国北莱茵-威斯特法伦州科隆行政区亚琛城市区的城市，面积94.6平方千米，2023年12月31日人口为11,895人。

## 友好城市
- 法國 圣昂代奥勒堡